# Нанотехнология типа «сверху вниз»
Нанотехнология типа «сверху вниз» (англ. "top–down" nanotechnology) — технология получения наноструктурированных материалов, в которой нанометровый размер частиц достигается с помощью измельчения более крупных частиц, порошков или зёрен твёрдого тела.

## Описание
К технологиям этого типа относятся, например, методы, применяемые для получения компактных наноматериалов и нанопорошков из объёмных заготовок: кристаллизация аморфных сплавов; интенсивная пластическая деформация; электровзрыв; упорядочение твёрдых растворов и нестехиометрических соединений.